# Motreff
 Motreff  (en bretón Motrev) es una población y comuna francesa, situada en la región de Bretaña, departamento de Finisterre, en el distrito de Châteaulin y cantón de Carhaix-Plouguer.

## Demografía
| 861 | 753 | 646 | 646 | 664 | 665 |
| Para los censos de 1962 a 1999 la población legal corresponde a la población sin duplicidades (Fuente: INSEE [Consultar]) |     |     |     |     |     |